# اورنیستات، سینت یوستیشس
اورنیستات (به هلندی: Oranjestad) یک منطقهٔ مسکونی در هلند است که در قلمروی سینت یوستیشس واقع شده‌است.